# Hésingue
Hésingue (Häsingen en allemand, prononcé localement Häsiga en dialecte alsacien) est une commune française de la banlieue de Bâle, située dans la circonscription administrative du Haut-Rhin et, depuis le 1er janvier 2021, dans le territoire de la Collectivité européenne d'Alsace, en région Grand Est.
Cette commune se trouve dans la région historique et culturelle d'Alsace.
La ville est située à l'extrême sud-est du département et se situe non loin de la frontière suisse. Hésingue est aussi à quelques kilomètres de l'Allemagne.

## Géographie

### Localisation
Hésingue se situe près du Rhin, entre le massif des Vosges et celui de la Forêt-Noire (47° 34′ 37″ N, 7° 31′ 22″ E), à l'extrémité sud-est du département du Haut-Rhin et de la région Alsace. Hésingue se situe à la jonction entre la plaine du Rhin et le Sundgau, au débouché de la vallée du Muehlbach qui marque un talus de trente-cinq mètres de dénivelé, de direction nord-sud. Topographiquement, la commune de Hésingue se situe au contact de deux grandes unités très différentes : le Sundgau à l'ouest, la plaine du Rhin à l’est.
Sa superficie est de 914 ha et son altitude moyenne est de 274 m. Hésingue est située à 30 minutes en voiture de Mulhouse, moins de 1 heure du massif des Vosges et à quelques minutes du Rhin. Les villes les plus proches sont : Bâle, Saint-Louis, Huningue, Blotzheim, Hégenheim, Attenschwiller et Buschwiller.

### Hydrographie

#### Réseau hydrographique
La commune est dans le bassin versant du Rhin au sein du bassin Rhin-Meuse. Elle est drainée par le ruisseau l'Altenbach, le ruisseau l'Augraben et le Liesbach,,.
L'Altenbach, d'une longueur de 13 km, prend sa source dans la commune de Folgensbourg et se jette  dans l'Augraben à Saint-Louis, après avoir traversé six communes.
L'Augraben, d'une longueur de 23 km, prend sa source dans la commune de Hagenthal-le-Haut et se jette  dans le Grand canal d'Alsace à Kembs, après avoir traversé sept communes.

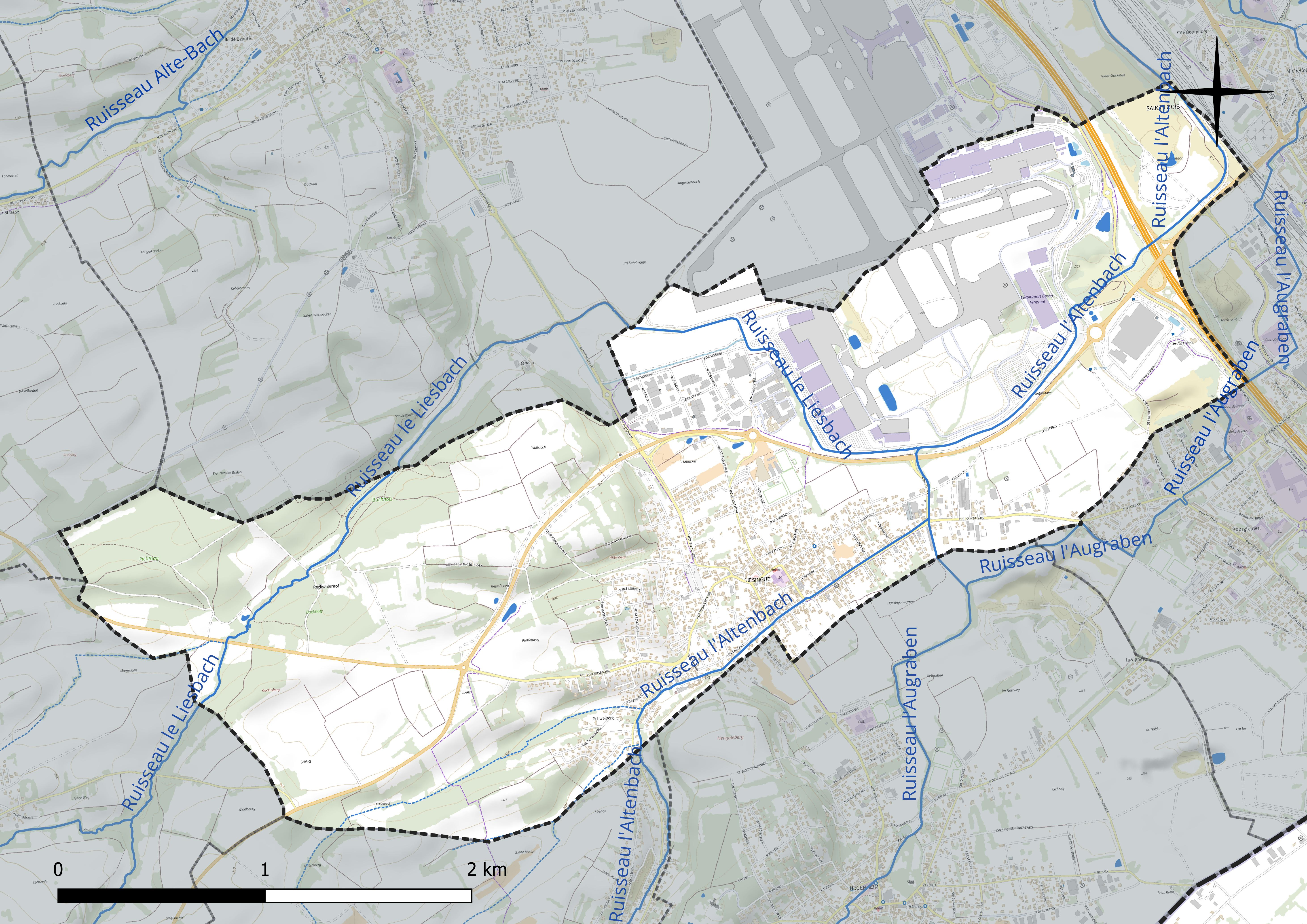
Réseau hydrographique de Hésingue.

#### Gestion et qualité des eaux
Le territoire communal est couvert par le schéma d'aménagement et de gestion des eaux (SAGE) « Ill Nappe Rhin ». Ce document de planification concerne la nappe phréatique rhénane, les cours d'eau de la plaine d'Alsace et du piémont oriental du Sundgau, les canaux situés entre l'Ill et le Rhin et les zones humides de la plaine d'Alsace. Le périmètre s’étend sur 3 596 km2. Il a été approuvé le 17 janvier 2005. La structure porteuse de l'élaboration et de la mise en œuvre est la région Grand Est.
La qualité des cours d’eau peut être consultée sur un site dédié géré par les agences de l’eau et l’Agence française pour la biodiversité.

### Climat
Pour des articles plus généraux, voir Climat du Grand Est et Climat du Haut-Rhin.
En 2010, le climat de la commune est de type climat océanique altéré, selon une étude du Centre national de la recherche scientifique s'appuyant sur une série de données couvrant la période 1971-2000. En 2020, Météo-France publie une typologie des climats de la France métropolitaine dans laquelle la commune est dans une zone de transition entre le climat semi-continental et le climat de montagne et est dans la région climatique Alsace, caractérisée par une pluviométrie faible, particulièrement en automne et en hiver, un été chaud et bien ensoleillé, une humidité de l’air basse au printemps et en été, des vents faibles et des brouillards fréquents en automne (25 à 30 jours).
Pour la période 1971-2000, la température annuelle moyenne est de 10 °C, avec une amplitude thermique annuelle de 17,6 °C. Le cumul annuel moyen de précipitations est de 686 mm, avec 7,9 jours de précipitations en janvier et 9,2 jours en juillet. Pour la période 1991-2020, la température moyenne annuelle observée sur la station météorologique de Météo-France la plus proche, « Bâle-Mulhouse », sur la commune de Saint-Louis à 3 km à vol d'oiseau, est de 11,1 °C et le cumul annuel moyen de précipitations est de 764,3 mm. 
La température maximale relevée sur cette station est de 39,1 °C, atteinte le 13 août 2003 ; la température minimale est de −23,5 °C, atteinte le 6 janvier 1985,,.
| Mois                                  | jan.             | fév.             | mars           | avril         | mai             | juin           | jui.           | août           | sep.            | oct.            | nov.           | déc.             | année      |
| ------------------------------------- | ---------------- | ---------------- | -------------- | ------------- | --------------- | -------------- | -------------- | -------------- | --------------- | --------------- | -------------- | ---------------- | ---------- |
| Température minimale moyenne (°C)     | −0,8             | −0,6             | 1,9            | 4,9           | 9,3             | 12,7           | 14,2           | 14             | 10,2            | 6,9             | 2,8            | 0,1              | 6,3        |
| Température moyenne (°C)              | 2,3              | 3,4              | 7              | 10,7          | 14,8            | 18,5           | 20,3           | 20             | 15,8            | 11,4            | 6,2            | 3,1              | 11,1       |
| Température maximale moyenne (°C)     | 5,5              | 7,4              | 12,1           | 16,5          | 20,4            | 24,2           | 26,4           | 26,1           | 21,4            | 16              | 9,7            | 6,1              | 16         |
| Record de froid (°C) date du record   | −23,5 06.01.1985 | −22,8 13.02.1956 | −16,4 01.03.05 | −6,3 08.04.03 | −3,1 11.05.1953 | 1,8 03.06.1962 | 5,1 02.07.1960 | 3,4 14.08.1949 | −0,9 25.09.1972 | −6,3 30.10.1997 | −12,6 30.11.10 | −18,7 20.12.1975 | −23,5 1985 |
| Record de chaleur (°C) date du record | 18,8 10.01.1991  | 21,7 24.02.1990  | 26,2 31.03.21  | 30 21.04.1968 | 33 20.05.22     | 37 09.06.14    | 38,8 25.07.19  | 39,1 13.08.03  | 33,7 03.09.1962 | 31 03.10.1985   | 23,4 07.11.15  | 19,9 16.12.1989  | 39,1 2003  |
| Ensoleillement (h)                    | 684              | 912              | 1 456          | 1 811         | 2 019           | 2 282          | 2 475          | 2 338          | 1 684           | 1 209           | 702            | 621              | 18 191     |
| Précipitations (mm)                   | 46,1             | 43,9             | 47,4           | 57,6          | 86,6            | 74,5           | 72             | 80             | 63,5            | 68,5            | 60,8           | 63,4             | 764,3      |

| Diagramme climatique                                  |             |             |             |             |              |            |          |              |           |            |            |
| J                                                     | F           | M           | A           | M           | J            | J          | A        | S            | O         | N          | D          |
| 5,5−0,846,1                                           | 7,4−0,643,9 | 12,11,947,4 | 16,54,957,6 | 20,49,386,6 | 24,212,774,5 | 26,414,272 | 26,11480 | 21,410,263,5 | 166,968,5 | 9,72,860,8 | 6,10,163,4 |
| Moyennes : • Temp. maxi et mini °C • Précipitation mm |             |             |             |             |              |            |          |              |           |            |            |

Les paramètres climatiques de la commune ont été estimés pour le milieu du siècle (2041-2070) selon différents scénarios d'émission de gaz à effet de serre à partir des nouvelles projections climatiques de référence DRIAS-2020. Ils sont consultables sur un site dédié publié par Météo-France en novembre 2022.

## Urbanisme

### Typologie
Au 1er janvier 2024, Hésingue est catégorisée ceinture urbaine, selon la nouvelle grille communale de densité à sept niveaux définie par l'Insee en 2022.
Elle appartient à l'unité urbaine de Bâle (SUI)-Saint-Louis (partie française), une agglomération internationale regroupant six  communes, dont elle est une commune de la banlieue,,. Par ailleurs la commune fait partie de l'aire d'attraction de Bâle - Saint-Louis (partie française), dont elle est une commune de la couronne,. Cette aire, qui regroupe 94 communes, est catégorisée dans les aires de 200 000 à moins de 700 000 habitants,.

### Occupation des sols
L'occupation des sols de la commune, telle qu'elle ressort de la base de données européenne d’occupation biophysique des sols Corine Land Cover (CLC), est marquée par l'importance des territoires agricoles (44,4 % en 2018), en diminution par rapport à 1990 (53,1 %). La répartition détaillée en 2018 est la suivante : 
zones agricoles hétérogènes (28,6 %), zones industrielles ou commerciales et réseaux de communication (23,6 %), zones urbanisées (15,9 %), terres arables (15,6 %), forêts (13,6 %), milieux à végétation arbustive et/ou herbacée (2,5 %), prairies (0,2 %). L'évolution de l’occupation des sols de la commune et de ses infrastructures peut être observée sur les différentes représentations cartographiques du territoire : la carte de Cassini (XVIIIe siècle), la carte d'état-major (1820-1866) et les cartes ou photos aériennes de l'IGN pour la période actuelle (1950 à aujourd'hui).

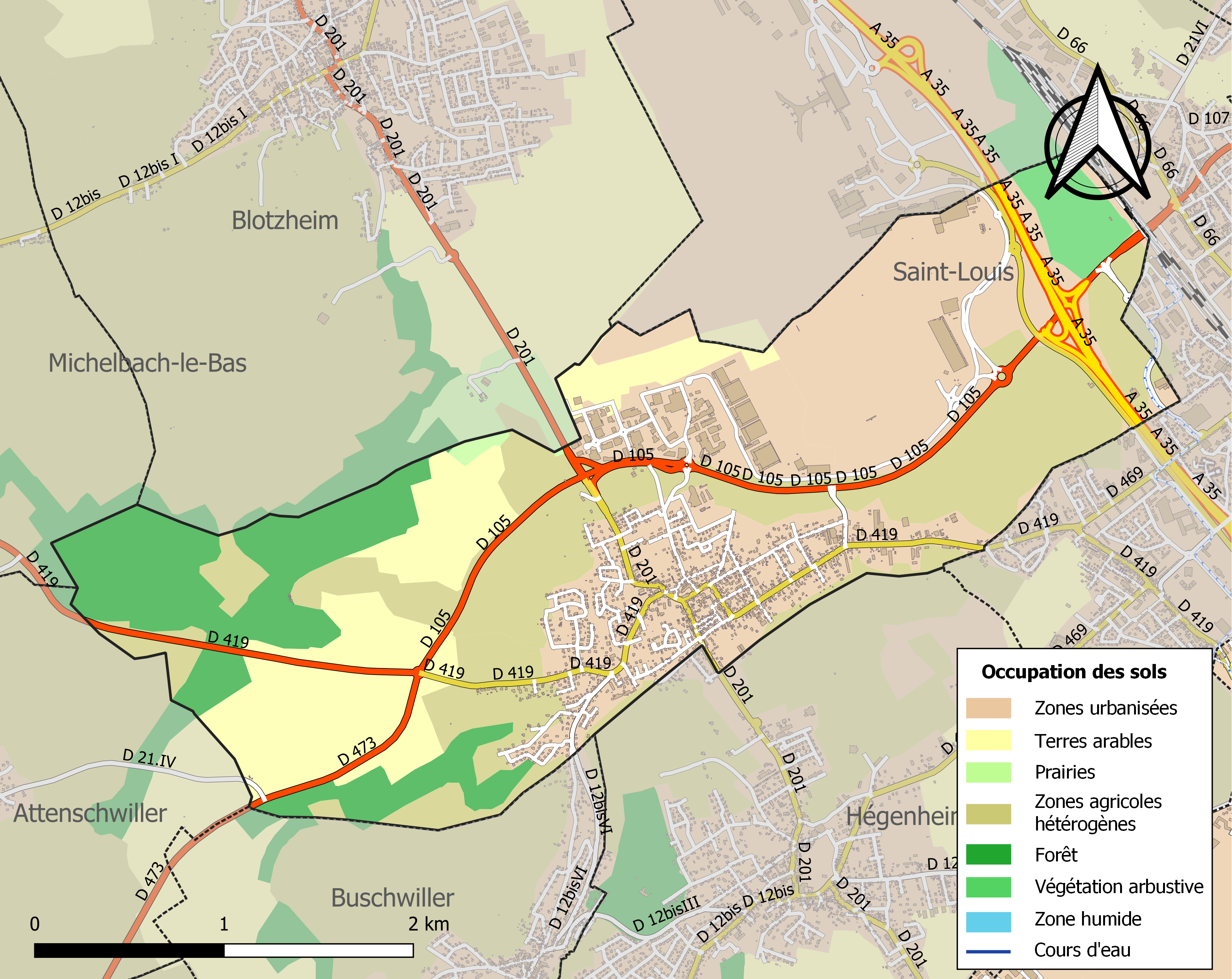
Carte des infrastructures et de l'occupation des sols de la commune en 2018 (CLC).

## Toponymie
Le nom de la commune est attesté sous les formes Hassinga en 831, Hesingin en 1234. Hesingen en 1793 et 1801.
Il s'agit d'une formation toponymique médiévale germanique en -inga > -ingen, précédé comme c'est généralement le cas pour ce type toponymique d'un nom de personne, ici le nom de personne germanique Hasso, comme l'indique la forme la plus ancienne. Cet anthroponyme est attesté dans les noms de personnes de l'ancienne Gaule.
La forme -ingue montre une francisation graphique du suffixe.

## Histoire

### Préhistoire et Antiquité
L'origine de la localité de Hésingue serait à chercher à l'époque gallo-romaine mais diverses découvertes archéologiques témoignent d'une occupation du site à l'âge du bronze (1500-700 av. J.-C.) et même dès le Néolithique (5000-3800 av. J.-C.). Avant l'époque romaine, la région fut occupée par les Celtes et notamment par la tribu des Rauraques.
Les Romains s'y installèrent dès le milieu du Ier siècle av. J.-C.
Une route romaine connue sous le nom de « Römerstrasse » et « Alte Strasse » dont on pouvait encore suivre la trace au début du XXe siècle, passait à Hésingue en provenance d'Augusta Raurica, Binningen, Hégenheim et se poursuivait vers Blotzheim, Bartenheim. Elle était doublée d'une seconde voie parallèle, longeant les collines et appelée « Heerstrass ».
D'après l'abbé historien Joseph Schmidlin, le site de l'église de Hésingue aurait été une specula romaine (tour de guet).
À l'occasion de divers travaux de terrassement dans le village, des dépôts monétaires ont été trouvés avec notamment des pièces de monnaie frappées à l'effigie de l'empereur Aurélien (270-275) et Maximinus Daïa (310-313).

### Moyen Âge
Au Ve siècle, après la chute de l'Empire romain, les Alamans dominèrent dans la région avant d'être soumis par les Francs. Les noms de villages se terminant par « ingen » francisé en « ingue » comme Hésingue reflètent cette occupation alamane. Sous le règne de Louis le Pieux, fils de Charlemagne, un certain Hagilo était vassal du roi à Hésingue.
En l'an 845, il échangea ses terres situées « in villa Hassinga », avec Sigismar abbé de Murbach, contre d'autres situées à Hanolteswiller dans le pays de Sisgau. Louis le Germanique, roi de la Francie orientale, fils de Louis le Pieux, confirma cet échange par un document fait à Serenica (Sierentz) le 29 juin de l'an II de son propre règne. Ce document est la première mention écrite du village de Hésingue.
Ainsi les abbés de Murbach devinrent les premiers véritables seigneurs de la localité sous l'empire carolingien et Hésingue fera partie des biens de l'abbaye pendant plus de 800 ans.
Selon la coutume médiévale, le village et les terres de Hésingue furent donnés en fief à différents nobles devenus vassaux de l'abbé.
Après la dislocation de l'empire carolingien naissait la féodalité et les propriétaires les plus riches des villages firent construire des maisons fortes. La première mention du château de Hésingue remonte à 1235. Il est détruit et reconstruit une première fois à la suite du tremblement de terre survenu durant l’année 1356. La famille Zu Rhein qui reçoit en fief le village de Hésingue par l’abbaye de Murbach y fait reconstruire un château. En effet, en 1401, l’écuyer Frietschman Zu Rhein bâtit une « citadelle pour pouvoir y demeurer en paix ». Le château de Hésingue comprenait cinq chambres réparties en deux ailes, son périmètre est approximativement de 35 mètres de longueur sur 15 mètres de largeur.
Parmi la noblesse villageoise on peut citer Hezilone de Hesingin vers 1234, Conradus de Hesingen en 1284, Meyer Johans von Hesingen « der munzer » en 1297, le chevalier Richard von Hesingen en 1359.
Mais c'était la famille noble Zu Rhein qui fut le plus intimement liée à l'histoire de Hésingue.
En mai 1253, l'abbaye de Murbach donna ses biens de Hésingue, y compris la cour dîmière, en fief à Jean Zu Rhein et au chevalier Otto Schaler bourgmestre de Bâle.
Jean Zu Rhein était le fondateur de la branche Zu Rhein de Hésingue. Originaires de Bâle et comptant parmi les principaux vassaux de l'évêque de cette ville, les Zu Rhein y détenaient aussi des biens d'église.
De nombreuses maisons religieuses et couvents, surtout bâlois, avaient également des possessions à Hésingue. En 1349, la peste noire qui ravageait toute l'Europe se déclara dans la région. L'épidémie ne prit fin qu'en 1352, laissant des milliers de morts (14 000 à Bâle).
Le 18 octobre 1356, un grand tremblement de terre secoua Bâle et sa région, faisant probablement souffrir le château de Hésingue comme de nombreux autres châteaux de la région bâloise et du Sundgau.
En 1379, l'évêque de Bâle inféoda les débris du château de Waldeck (Leymen) ruiné par le tremblement de terre, avec toutes ses dépendances aux frères Fritscheman et Hertrich Zu Rhein de Hésingue.
Le moulin de Hésingue est mentionné pour la première fois dans un acte de vente en 1379.
En 1401, l'écuyer Frytschemann Zu Rhein possédait la moitié des étangs, des bois, des gens de la cour, de la cour dîmière, de la dîme, de la basse justice et du moulin de Hésingue ainsi que la totalité du droit de collation.
En ce XVe siècle, le fief des Zu Rhein Hésingue allait être fortement menacé. Ce fut une époque de malheurs et sans doute la plus terrible de l'histoire de Hésingue. La rivalité entre les Habsbourg et les confédérés, les Bâlois notamment, peuvent expliquer ces malheurs encourus par le Sundgau à la fin du Moyen Âge. La région frontalière fut régulièrement ravagée et Hésingue eut maintes fois à souffrir des conflits qui périodiquement dévastaient l'Alsace du sud transformant le Sundgau en véritable champ de bataille.
Le duc Léopold d'Autriche avait donné des droits sur ses domaines dans le Sundgau à son épouse Catherine de Bourgogne, fille de Philippe le Hardi.
En 1406, les Autrichiens et Bourguignons entrèrent en guerre avec l'évêque de Bâle, celui-ci ayant vendu Petit-Bâle au conseil de cette ville malgré les protestations de Catherine de Bourgogne. Ainsi au mois d'octobre 1409, Hésingue, son château et les villages ayant pris parti de Bâle furent incendiés et pillés par les troupes autrichiennes et bourguignonnes. Et c'est en 1412 que Jean Lupfen, bailli des Habsbourg en Alsace, s'empara du château pour le compte de Catherine de Bourgogne qui le donna en fief à Jean Zu Rhein noble de sa cour et ministériel de l'abbaye de Murbach.
En 1418, l'abbé de Murbach inféoda à nouveau le village aux frères Burkhard et Bernhard Zu Rhein et à leur cousin Alexis. Il en résultat une longue querelle entre l'abbaye de Murbach, la Maison d'Autriche et les Zu Rhein. Pour la Maison d'Autriche, Hésingue était devenu village de la seigneurie de Landser et relevait de ce fait de l'administration de la régence autrichienne d'Ensisheim. Pendant tout le Moyen Âge, Hésingue allait vivre cette singularité d'être une enclave de Murbach dans le Sundgau habsbourgeois. Ainsi les gens de Hésingue étaient doublement imposés, payant des impôts à la fois à l'abbaye de Murbach et à la seigneurie de Landser.
Dans les derniers jours de mai 1425, les troupes de Thiébaud de Neuchâtel à la tête de 500 cavaliers apparurent aux portes de Bâle, incendiant le village de Hésingue ainsi que le château avec cour et fossé avant de s'enfuir. En 1427, Hésingue fut une nouvelle fois incendié au cours d'un conflit opposant Thiébaud de Neuchâtel à l'évêque de Bâle. L'abbaye de Murbach continua toutefois de donner le château en fief, avec dîme, droit de collation, haute et basse justice, aux Zu Rhein.
Le 9 février 1437, Frédéric Zu Rhein, fils de Fritscheman le jeune de la lignée de Hésingue, fut élu évêque de Bâle.
Après la libération de la France par Jeanne d'Arc, Charles VII envoya des troupes sur requête du duc Frédéric III d'Autriche lui demandant de secourir la ville de Zurich face aux confédérés. Ainsi, profitant d'une trêve de la guerre de Cent Ans entre la France et l'Angleterre, une armée de 30 à 40 000 mercenaires au « chômage », sous la conduite du Dauphin et futur Louis XI, pénétra dans le Sundgau et se dirigea vers les portes de Bâle. Une bataille féroce s'engagea à Saint-Jacques sur la Birse le 26 août 1444. Mais les Armagnacs durent se retirer face à la résistance héroïque des confédérés et une trêve fut signée. Ils installèrent alors leurs quartiers d'hiver dans la région, se livrant à toutes sortes d'excès, pillant et massacrant, d'où leur nom « les Écorcheurs » (die Schinder). Le futur roi de France résida probablement au château de Hésingue. Au printemps 1445, les Armagnacs subirent une cuisante défaite à Dambach et quittèrent l'Alsace non sans l'avoir ruinée, laissant le village de Hésingue en proie aux flammes.
Après le départ des Armagnacs, les Bâlois envahirent le Sundgau par mesure de représailles envers les principaux nobles sundgauviens vassaux de la Maison d'Autriche et soutiens des Armagnacs. Lors de cette guerre du Sundgau, la première attaque se déroula non loin du moulin de Hésingue. Les Zu Rhein furent battus et eurent de nombreuses pertes.
Fin 1448, les seigneurs de Rheinfelden chevauchèrent quotidiennement en direction de Bâle, pillant, chassant les troupeaux et assassinant. En représailles, les Bâlois employèrent les mêmes manières guerrières.
Le 7 janvier 1449, les Soleurois en guerre contre la Maison d'Autriche rencontrèrent des ennemis à Hésingue. Le château et la localité furent incendiés.
Peu après 1453, le couvent Saint-Léonard de Bâle entra en possession par achat ou les ayant obtenus par gage, de biens des Zu Rhein à Hésingue.
Au mois de juin 1468, les Suisses des villes de Berne, Soleure et Fribourg, alliés de la ville de Mulhouse en conflit avec les nobles fidèles des Habsbourg, mirent sur pied des forces importantes et firent la guerre aux vassaux autrichiens, pillant et incendiant des villages avec leurs châteaux dont fit une nouvelle fois partie Hésingue.
Le 25 août 1468, le duc Sigismond d'Autriche signa la paix avec les confédérés et s'adressa à Charles le Téméraire duc de Bourgogne afin d'obtenir son aide pour pouvoir s'acquitter de l'importante indemnité de guerre. Il engagea pour 80 000 florins, les terres autrichiennes d'Alsace que Charles le Téméraire mit sous sa haute protection. Le 30 octobre 1474, ses troupes saccagèrent une trentaine de villages dont Hésingue. À leur tour, les confédérés établirent leurs quartiers à Hésingue, Blotzheim, Bartenheim, avant d'investir Héricourt où s'étaient retranchés les mercenaires bourguignons. Le conflit prit fin en cette année 1474 et le Sundgau redevint autrichien pour le rester jusqu'en 1648.
En 1478, le grand bailli des domaines autrichiens saisit comme fief tombé en commise, le château de Hésingue avec les vassaux et les biens qui en dépendaient et les Habsbourg tentèrent une nouvelle fois de faire connaître leur suzeraineté sur le village et le château de Hésingue.
Le 4 janvier 1479, Gaspard Zu Rhein Seigneur de Hésingue, neveu de l'évêque Frédéric Zu Rhein, est à son tour élu évêque du diocèse de Bâle.

### Temps modernes
En 1499, le règne de Maximilien Ier fut troublé par la guerre des Souabes qui frappa le Sundgau. Les Suisses nouèrent des alliances en vue de l'ultime confrontation avec la Maison d'Autriche. Le 23 avril, le village et le château de Hésingue furent pris et incendiés par les Soleurois. Dès le mois de juin, les confédérés suisses occupèrent le Sundgau après qu'au mois de mai une nouvelle attaque fut dirigée sur Hésingue tenu par 600 hommes. Après la victoire des confédérés à Dornach, le 22 juillet 1499, la paix fut signée à Bâle et la Suisse devint une confédération indépendante à laquelle adhéra la ville de Bâle en 1501. Un terme définitif était mis aux conflits entre les confédérés et les Habsbourg, qui virent disparaître de nombreux villages dans notre région dont peut-être Reckwiller.
En 1545, après le rachat des droits des Zu Rhein par l'abbaye de Murbach, Hésingue devint propriété exclusive de l'abbaye. Le château servait alors de résidence occasionnelle aux moines et à l'abbé avant de devenir la résidence du bailli mis en place par Murbach pour administrer la cour dîmière. En hiver 1632, la guerre de Trente Ans gagnait la Haute Alsace avec l'arrivée des troupes suédoises. Elle s'intensifia rapidement avec la révolte des paysans de Landser et Ferrette, et pour Hésingue commença une longue période de misère.
Aux portes de Hésingue, un soulèvement de paysans sundgauviens contre les Suédois se termine tragiquement. Le 8 février 1633, les paysans du bailliage de Ferrette, en révolte contre les exigences et les exactions suédoises s’avancent vers Blotzheim, pour y élire leurs chefs.
De son quartier général de Landser, le colonel suédois Sébastien de Harpf marche à leur rencontre avec son armée. Après s’être dirigé vers Blotzheim où il arrive vers 9 h, il se fixe au château de Hésingue. Ayant tenté des pourparlers infructueux, Harpf envoie une compagnie de mercenaires puis les met en déroute. Les paysans poursuivent alors les Suédois en pleine campagne, s’exposant ainsi à la cavalerie de Harpf, restée en retrait. Ces derniers se défendent avec la force du désespoir mais succombent finalement à la supériorité d’une soldatesque entraînée à la guerre. Environ 500 hommes trouvent la mort dans cette terrible bataille. Quelques-uns parviennent à s’enfuir et les autres sont faits prisonniers.
Le 29 janvier 1633, les 48 meneurs furent pendus à trois arbres le long de la route menant vers Bâle, près de Hésingue (une gravure du musée de Huningue illustre l'évènement).
En cette année 1633, le commissaire royal suédois voulut incorporer le village de Hésingue dans la seigneurie de Landser occupée par les troupes suédoises et les sujets prêtèrent serment au roi de Suède non sans déclarer qu'ils étaient sous la domination de l'abbaye de Murbach.
La répression et la dévastation touchèrent le village et lorsque les Suédois redevinrent maîtres du Sundgau, de nombreux Sundgauviens dont 37 Hésinguois trouvèrent refuge à Bâle.
La famine s'installa poussant même les gens à se nourrir d'animaux crevés. Puis ce fut la peste qui éclata la même année et décima une grande partie de la population.
En 1635, l'armée de Henri de Rohan éleva son camp près de Hésingue et Hégenheim, et pilla de nombreux villages dans les environs. L'occupation par les troupes françaises se traduisait par de nouveaux impôts et les établissements religieux furent pillés et incendiés, entraînant une grande misère de 1643 à 1647.
Pendant cette guerre, le village a dû payer 3 127 écus aux occupants suédois, 800 aux troupes françaises et encore une fois 1 907 écus aux Français après le départ des Suédois.
Le conflit s'acheva en 1648 avec la signature du traité de Westphalie qui vit passer tous les biens et droits de la Maison d'Autriche en Alsace à la Couronne de France.
Le Sundgau de l'après-guerre de Trente Ans était un champ de ruine où régnait la misère et la désolation. Les terres étaient abandonnées ; incendiés et pillés, les villages s'étaient vidés de leur population et en 1648 Hésingue ne comptait plus que 46 foyers. Ces années de malheurs restèrent gravées dans la mémoire populaire et au siècle dernier, les vieilles personnes évoquaient encore « D'r Schwedakriag ».
En 1662, un édit de l'intendant d'Alsace Colbert de Croissy invita les Français des autres provinces et les étrangers à venir s'implanter dans la région, sur les terres abandonnées afin de redresser l'économie de l'Alsace. Le régime de faveur promis aux nouveaux arrivants provoqua une forte immigration en provenance du Palatinat, du Tyrol et de la Suisse alémanique.
En 1665, le prince abbé de Murbach, Colomban d'Andlau, fut déposé en raison de son manque de docilité à l'égard de la France et exilé à Hésingue où il résida au château jusqu'à sa mort en 1707.
Le 1er août de la même année, le comte Philippe Eberhard Joseph de Löwenstein-Wertheim prince du Saint Empire, abbé commendataire des abbayes de Murbach et de Lure, fut ordonné prêtre en son château à Hésingue.
Le traité de Westphalie ne marqua pas la fin des hostilités pour la Haute Alsace et dès 1673, Louis XIV engagea la France dans une nouvelle guerre contre l'empire et les villes impériales d'Alsace. Durant cinq années, l'Alsace avait à nouveau à souffrir de pillages, d'incendies et de contributions de guerre.
Au printemps de l'année 1674, Turenne arriva avec les troupes françaises dans la région frontalière où son armée campa au nord-est de Hésingue, pour garder la rive gauche du Rhin.
En octobre 1676, ce fut François Henri de Montmorency-Bouteville, duc de Luxembourg et maréchal de France, qui fit camper ses troupes à proximité de Hésingue. Ainsi Bâle connut un nouvel afflux de réfugiés dont 87 venant de Hésingue.
En juillet-août 1677, Hésingue devint le quartier général français des armées du général Monteclar qui menaçait Bâle.
Le 5 février 1679 fut signée la paix de Nimègue qui confirma l'appartenance de l'Alsace à la France et la seigneurie territoriale de Murbach dont Hésingue fit partie fut rattachée à la France en 1680.
Entre 1680 et 1691, à l'époque de la construction de la place forte de Vauban à Huningue qui vit la naissance de nouvelles localités comme Village-Neuf ou Saint-Louis, une nouvelle route, la « Hohe Strasse », fut construite à travers le Sundgau. Celle-ci débouchait sur Hésingue et devait relier Belfort à Huningue.
Lorsqu'en 1681 le receveur général du Sundgau L'Hermine visita la contrée, le château de Hésingue « grand et commode » était abandonné et démeublé.
À partir de 1701, le château et les biens seigneuriaux seront loués à diverses personnes. Dans la nuit du 12 au 13 avril 1744, le château fut en grande partie dévoré par les flammes, sinistre dû à la négligence d'un cavalier du Régiment de Beaucaire, en cantonnement à Hésingue pendant la guerre de Succession d'Autriche et qui à la suite d'un délit se trouvait dans les geôles du château. En 1751, la communauté de Hésingue demanda à être détachée du bailliage de Landser pour être rattachée à celui de Ferrette, ce qui prit effet au 1er janvier 1752. Selon le souhait des paroissiens, l'église « trop petite pour contenir la communauté nombreuse de Hésingue », fut rebâtie à partir de 1758 et consacrée le 12 juin 1773.
Ironie de l’histoire, après avoir résisté et avoir été systématiquement reconstruit pendant cinq siècles, le château de Hésingue disparaît à la suite d'un incendie criminel en 1744. Le château, servant de prison, accueille des soldats du régiment de Beaucaire mis aux arrêts. Ces derniers, afin de pouvoir s’échapper, y mettent le feu.

### Révolution, Premier Empire
Les 27, 28 et 29 juillet 1789, l'insurrection paysanne dévasta et incendia le greffe de Hésingue.
Le 15 mars 1791, les biens nationaux appartenant à l'abbaye de Murbach situés sur le ban de Hésingue ainsi que les biens de la cure du lieu furent vendus aux enchères publiques, de même que des terres, des forêts et le château qui était entièrement dégradé.
Avec les premières campagnes de la Révolution, le camp de Hésingue formé par le général Custine avait pris une position stratégique de première importance dans le dispositif de défense de l'armée du Rhin afin de veiller à ce que les impériaux ne violent pas la neutralité helvétique.
En mai 1792, le camp de Hésingue rassemblait 6 000 à 7 000 hommes et en septembre ils étaient 10 000 pour le grand mécontentement de la municipalité qui déplorait la perte de terres cultivables. Les bois du Reckwiller offrirent alors refuge aux gens de Hésingue avec leur bétail, cherchant à se soustraire aux soldats du camp.
Le 25 septembre 1792, après la bataille de Valmy, les Autrichiens suspendirent leurs projets d'invasion et se retirèrent en Forêt-Noire.
Le camp fut alors négligé lors de la seconde campagne en 1793, mais aussitôt réoccupé en septembre après les tentatives de passage du Rhin.
Avec la Révolution, le domaine du château définitivement détruit en 1744 par un incendie accidentel, est devenu bien national.
Le procès-verbal de sa vente, le 2 thermidor de l'an IV (20 juillet 1796), fait état d'un « vieux château avec bâtiments et dépendances et qui se trouve entièrement dégradé, l'enclos consistant en prés et champs et de la contenance d'environ 6 arpents provenant de la ci-devant abbaye de Murbach ».
L'ensemble est très endommagé par le parc d'artillerie et le magasin à bois qui y avaient trouvé refuge dans l'enceinte de l'enclos.
Selon la tradition locale, les pierres de l'ancien château auraient servi pour la construction de quatre maisons à Hésingue et le moulin d'Allschwill. Entre 1809 et 1811, le cadastre dit napoléonien fut dressé, divisant le ban communal de 869 hectares 88 en 6 sections, 9824 parcelles pour 513 propriétaires. La localité comptait alors 810 habitants.
En décembre 1813, lorsque l'armée alliée franchit la frontière franco-helvétique afin de déborder le flanc droit français et d'assurer le blocus de la place forte de Huningue, le général de Wrede, ancien général de la Grande Armée, installa son quartier général à Hésingue. Le village souffrait alors de la navette continuelle des troupes. Un magasin de vivres fut établi à Hésingue et les réquisitions énormes pour l'alimentation des différentes troupes stationnées dans la région frontalière fit souffrir tout le canton et taxa lourdement les paysans.
Dans la nuit du 26 au 27 juin 1815, des bâtiments communaux furent incendiés par les troupes alliées. La commune se plaignit alors de la conduite des troupes d'occupation et protesta contre l'imposition de guerre.

### XIXeetXXesiècles
Sous la Restauration et le Second Empire, la commune de Hésingue était qualifiée comme étant l'une des plus pauvres de l'arrondissement de Mulhouse.
Lorsqu'en 1837 il fut décidé de prolonger la ligne de chemin de fer Strasbourg-Mulhouse vers Bâle, Hésingue demanda que la ligne n'emprunte pas son territoire, « pour conserver des terres de bonne qualité ».
En 1867, une nouvelle mairie-école (l'actuelle mairie) put enfin être construite, alors que cette nécessité avait déjà été reconnue dès 1814 car l'ancienne maison commune menaçait ruine. Lorsqu'en 1871 l'Alsace-Moselle fut annexée par l'Allemagne, un certain nombre de natifs de Hésingue émigrèrent, choisissant la France comme patrie.
En 1900, la commune comptait 1 328 habitants.
Peu après le début du XIXe siècle, un effort de modernisation fut entrepris. Le Kreisdirektor proposa de faire installer l'eau courante, mais le village refusa, préférant des fontaines supplémentaires. La question de la canalisation de l'eau occupa les délibérations pendant 29 ans. Pourtant le village évolua. On parlait d'installer l'électricité, ce qui sera fait en 1913. Le gaz aussi était un sujet en débat aux séances du conseil municipal.
En 1902, on parlait d'une nouvelle mairie et d'une nouvelle école. Il était également question d'un projet de ligne de tramway « Bâle - Allschwil - Hégenheim - Hésingue - Saint-Louis - Bâle », mais la réalisation de ces projets sera empêchée par la guerre.
Peu avant la Guerre 1914-18, une fraction sociale-démocrate manifestant des tendances anticléricales et une opposition à l'empereur Guillaume II, s'installa au conseil municipal. Au mois d'août 1914, lorsqu'éclata la guerre, un combat entre une patrouille allemande et une patrouille française dont chacune perdit un homme, eut lieu à Hésingue.
Dès l'automne 1914, une clôture en barbelé électrifiée allant du Rhin jusqu'au Jura alsacien fut posée, créant une zone neutre le long de la frontière suisse. Un poste de passage se trouvait à Hésingue et le village voisin de Hégenheim se situait dans la zone neutre.
De nombreux hommes valides du village ont été mobilisés dans l'armée allemande. Cinquante militaires hésinguois sont tombés au champ d’honneur pendant la Grande Guerre. Leurs noms sont gravés sur le monument aux morts en grès, qui a été inauguré en 1924. Les familles hésinguoises fortement touchées en termes de victimes militaires sont les familles Christen et Wicky. Le monument fut restauré en 1954 et doté de nouvelles plaques portant les noms des tués 1939-1945.
En mars 1917, quatre cloches sur les cinq furent confisquées comme emprunt de guerre pendant la Semaine sainte : saint Laurent, saint Joseph, saint Sébastien ainsi que saint Étienne. De même que 35 tuyaux d’orgue.
En 1918, l'Alsace redevint française mais les problèmes restaient les mêmes que ce qu'ils étaient avant le premier conflit mondial.
L'époque d'entre-deux-guerres se caractérisa par une grande pauvreté et beaucoup de chômage.
Le conseil municipal de l'après-guerre était socialiste et anti-clérical ce qui engendra beaucoup de tensions avec le curé.
Dans le cadre de l'édification de la ligne Maginot entre 1929 et 1940, le village de Hésingue fut organisé en centre de résistance avec une quinzaine d'ouvrages bétonnés, fossés antichar et réseaux barbelés. Après le deuxième conflit mondial, Hésingue adhéra selon décision du conseil municipal du 12 juillet 1946, à la création de la « Région française de Bâle ». L'adhésion à ce groupement d'urbanisme de Bâle-Huningue s'explique par l'intérêt direct de la commune aux travaux de l'aéroport de Bâle-Mulhouse auquel elle décida de céder 165 hectares pour la construction des pistes.

### Héraldique
| Blason d'Hésingue | Les armes d'Hésingue se blasonnent ainsi : « D'azur à la croix patriarcale alésée tréflée d'or, bordée de gueules. » |

Les armoiries de la ville lui ont été attribuées dès la fin du XVIIe siècle.

## Politique et administration

### Tendances politiques
Politiquement, Hésingue est une ville de droite : elle a toujours voté à droite comme pour les élections présidentielles de 2002 et 2007.
À l'élection présidentielle de 2002, le premier tour a vu arriver en tête Jean-Marie Le Pen avec 26,50 %, suivi de Jacques Chirac avec 21,38 %, puis de François Bayrou avec 10,02 % et enfin Lionel Jospin avec 7,13 %, puis Bruno Mégret avec 5,68 % et Alain Madelin avec 5,01 %, aucun autre candidat ne dépassant le seuil des 5 %. Au second tour, les électeurs ont voté à 77,34 % pour Jacques Chirac contre 22,66 % pour Jean-Marie Le Pen avec un taux d’abstention de 21,80 %, résultat inférieur aux tendances nationales (respectivement 82,21 % et 17,79 % ; abstention 20,29 %) avec cependant six points supplémentaires pour Jean-Marie Le Pen.
Au référendum sur le traité constitutionnel pour l’Europe du 29 mai 2005, les Hésinguois ont voté pour la Constitution européenne, avec 54,66 % de Oui contre 45,34 % de Non avec un taux d’abstention de 36,21 % (France entière : Non à 54,67 % ; Oui à 45,33 %). Ces chiffres sont supérieurs à la tendance départementale du Haut-Rhin (Non à 49,72 % ; Oui à 50,28 %) démontrant le caractère rural du département et de son petit village. L'électorat ayant choisi le vote positif est, selon les analystes politiques, le fait d'une population plus privilégiée économiquement et d'un plus haut niveau d'éducation.
À l’élection présidentielle de 2007, le premier tour a vu se démarquer en tête Nicolas Sarkozy avec 52,27 %, suivi par François Bayrou avec 20,20 %, Jean-Marie Le Pen avec 10,88 % puis Ségolène Royal avec 9,89 %, aucun autre candidat ne dépassant le seuil des 2 %. Le second tour a vu arriver en tête Nicolas Sarkozy avec 78,93 % (résultat national : 53,06 %) contre 21,07 % pour Ségolène Royal (national : 46,94 %).

### Le conseil municipal
Le conseil municipal hésinguois est composé d'un maire, de six maires-adjoints et quatorze conseillers municipaux. Aucun siège du conseil municipal n'est pourvu par les élus de la liste Hésingue notre Village qui est une opposition. Le maire actuel est également président communautaire de la Communauté d'agglomération des Trois Frontières.
|  | Groupe | Président      | Effectif | Statut   |
|  | ------ | -------------- | -------- | -------- |
|  | DVD    | Gaston Latscha | 19       | majorité |

Lors des élections municipales de mars 2008, le taux de participation pour le premier tour fut très faible avec 51,47 % de votants. Sur les 1 477 inscrits sur listes électorales, 1 017 hésinguois ont voté et 974 électeurs se sont exprimés. La liste de l'UMP de Roland Igersheim, tête de la liste Mieux Vivre à Hésingue, a obtenu en premier Paul Latscha avec 660 voix puis c'est Claude Bauer qui arrive second avec 659 puis Daniel Lang avec 652 qui arrive troisième. L'ancien maire, Roland Igersheim, n'arrive que sixième avec 640.

### Intercommunalité
La communauté d'agglomération des Trois Frontières, dont le siège est à Saint-Louis, a été créée le 1er janvier 2016, par transformation de la communauté de communes créée le 30 octobre 2000, succédant à un district créé en 1974. En 2001 la communauté de communes a fusionné avec le SIPES (Syndicat Intercommunal pour la Promotion Économique et Sociale de la Région des Trois Frontières) créé en 1960. Actuellement la communauté d'agglomération compte 10 communes membres.

#### Élections
Voici la liste des personnes qui ont été élues par les Hésinguois :
| Élection        | Territoire                    | Titre                        | Nom               | Début de mandat | Fin de mandat |
| Municipales     | Hésingue                      | Maire                        | Gaston Latscha    | 2014            |               |
| Cantonales      | Huningue                      | Conseiller général           | Max Delmond       | 27 mars 2011    | 2014          |
| Législatives    | 3e circonscription du Ht-Rhin | Député                       | Jean-Luc Reitzer  | 10 juin 2012    | juin 2017     |
| Régionales      | Région Alsace                 | Président du conseil général | Philippe Richert  | 21 mars 2010    | 2015          |
| Présidentielles | France                        | Président de la République   | François Hollande | 6 mai 2012      | mai 2017      |

### Liste des maires
| Période                                  | Période                   | Identité                                      | Étiquette    | Qualité |
| ---------------------------------------- | ------------------------- | --------------------------------------------- | ------------ | --- |
| 1945                                     | mai 1953                  | Joseph Lienhart                               | SFIO         | |
| mai 1953                                 | mars 1965                 | Henri Kuntzelmann                             |              | |
| mars 1965                                | mars 1971                 | Paul Riss                                     |              | |
| mars 1971                                | 1975                      | Alfred Kuntzelmann                            |              | |
| 1975                                     | mars 2014                 | Roland Igersheim                              | UDF puis DVD | Instituteur et directeur d'école retraité Président de la CA des Trois Frontières (? → 2014)                                                                              |
| mars 2014                                | En cours (au 31 mai 2020) | Gaston Latscha Réélu pour le mandat 2020-2026 | UMP-LR       | Ingénieur Président du Conseil consultatif de l'EuroDistrictBasel 10e vice-président de Saint-Louis Agglomération (2017 → ) Réélu lors du scrutin partiel du 24 mars 2019 |
| Les données manquantes sont à compléter. |                           |                                               |              | |

### Jumelages
Hésingue est jumelée à Grenade-sur-l'Adour (Landes) depuis septembre 1977. Les habitants ont été évacués dans le département landais pendant la Seconde Guerre mondiale.
La ville de Hésingue est jumelée avec :
- Grenade-sur-l'Adour (France) depuis 1977.

### Budget municipal et fiscalité
Lors du vote du budget primitif principal 2008, la section de fonctionnement présentée se montait à la somme de 3 112 036 € et la section investissement présentée se montait à 1 670 094 € (les deux équilibrées en dépenses et recettes). Le budget pour le fonctionnement est utilisé en grande partie pour les charges à caractères générales (20,72 %) et pour le personnel (16,38 %). Concernant le budget pour les investissements, ce sont les travaux de voiries qui utilise 69,35 % du budget suivi des immobilisations corporelles avec 30,68 %.
Les quatre taxes de 2008 furent votées par le conseil municipal d'Hésingue pour des taux de : 8,24 % pour la taxe d'habitation, 8,16 % pour la taxe foncière bâti, 52,98 % pour la taxe foncière non bâti et 11,93 % pour la taxe professionnelle par rapport au budget de fonctionnement de la ville. Les taux du Haut-Rhin sont respectivement la même année de 8 %, 13,58 %, 0,27 % et 26,79 %. Cette fiscalité est plus ou moins égale à la moyenne départementale.
La commune a réussi à maintenir le taux de ces taxes.

## Démographie
L'évolution du nombre d'habitants est connue à travers les recensements de la population effectués dans la commune depuis 1793. Pour les communes de moins de 10 000 habitants, une enquête de recensement portant sur toute la population est réalisée tous les cinq ans, les populations de référence des années intermédiaires étant quant à elles estimées par interpolation ou extrapolation. Pour la commune, le premier recensement exhaustif entrant dans le cadre du nouveau dispositif a été réalisé en 2004.

En 2022, la commune comptait 2 902 habitants, en évolution de +7,72 % par rapport à 2016 (Haut-Rhin : +0,66 %, France hors Mayotte : +2,11 %).
| 1793 | 1800 | 1806 | 1821 | 1831 | 1836 | 1841 | 1846 | 1851  |
| ---- | ---- | ---- | ---- | ---- | ---- | ---- | ---- | ----- |
| 825  | 821  | 914  | 810  | 927  | 916  | 930  | 992  | 1 090 |

| 1856  | 1861  | 1866  | 1871  | 1875  | 1880  | 1885  | 1890  | 1895  |
| ----- | ----- | ----- | ----- | ----- | ----- | ----- | ----- | ----- |
| 1 100 | 1 148 | 1 187 | 1 185 | 1 206 | 1 231 | 1 239 | 1 277 | 1 328 |

| 1900  | 1905  | 1910  | 1921  | 1926  | 1931  | 1936  | 1946  | 1954  |
| ----- | ----- | ----- | ----- | ----- | ----- | ----- | ----- | ----- |
| 1 326 | 1 357 | 1 379 | 1 217 | 1 210 | 1 309 | 1 327 | 1 267 | 1 330 |

| 1962  | 1968  | 1975  | 1982  | 1990  | 1999  | 2004  | 2006  | 2009  |
| ----- | ----- | ----- | ----- | ----- | ----- | ----- | ----- | ----- |
| 1 461 | 1 499 | 1 657 | 1 632 | 1 713 | 1 921 | 2 265 | 2 336 | 2 438 |

| 2014  | 2019  | 2022  | - | - | - | - | - | - |
| ----- | ----- | ----- | - | - | - | - | - | - |
| 2 616 | 2 770 | 2 902 | - | - | - | - | - | - |

## Économie

### Emploi
Le taux de chômage est de 6,5 % en 2004 par rapport de 3,9 % en 1999 soit une augmentation de 2,6 %. Le taux d'activité entre 20 et 59 ans s'établit à 82 % ce qui est à quelque peu de la moyenne nationale qui est de 82,2 %. On compte 47,6 % d'actifs contre 17,9 % de retraités dont le nombre est peu inférieur à la moyenne nationale (18,2 %). Il y a 20,8 % de jeunes scolarisés et 13,7 % de personnes sans activité.
|                             | Agriculteurs | Artisans, commerçants, chefs d'entreprise | Cadres, professions intellectuelles | Professions intermédiaires | Employés | Ouvriers |
| Hésingue                    | 1,8 %        | 5,9 %                                     | 7,3 %                               | 22,8 %                     | 26,5 %   | 35,6 %   |
| Moyenne nationale           | 2,4 %        | 6,4 %                                     | 12,1 %                              | 22,1 %                     | 29,9 %   | 27,1 %   |
| Sources des données : INSEE |              |                                           |                                     |                            |          |          |

La commune dispose quelques structures pour aider les chercheurs d'emploi dans leurs démarches et leur parcours professionnel ainsi que pour l'orientation. Un bureau de l'agence nationale pour l'emploi (ANPE) est présent près de Hésingue, à Saint-Louis.

## Lieux et monuments

### Église Saint-Laurent

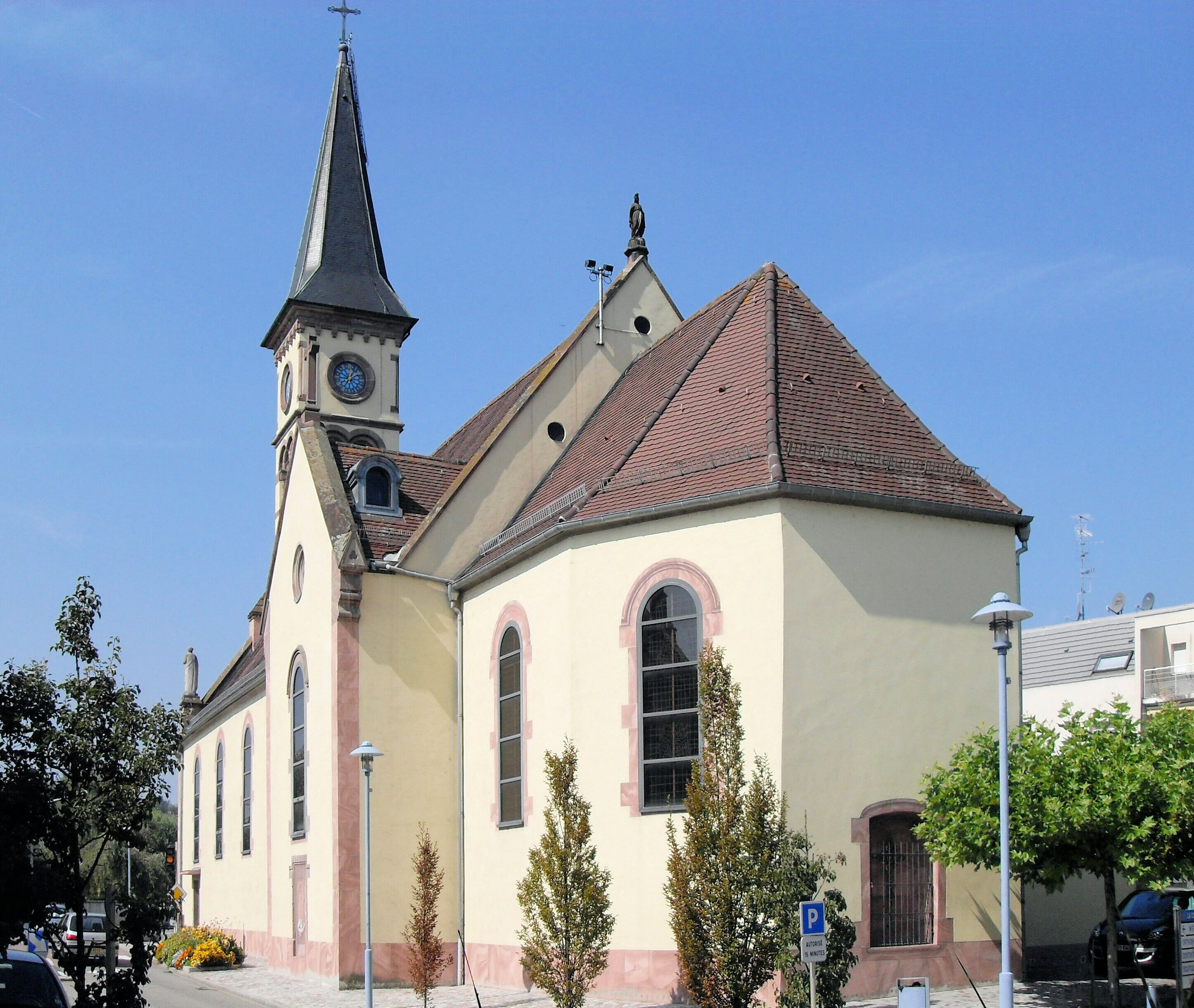
Côté est.
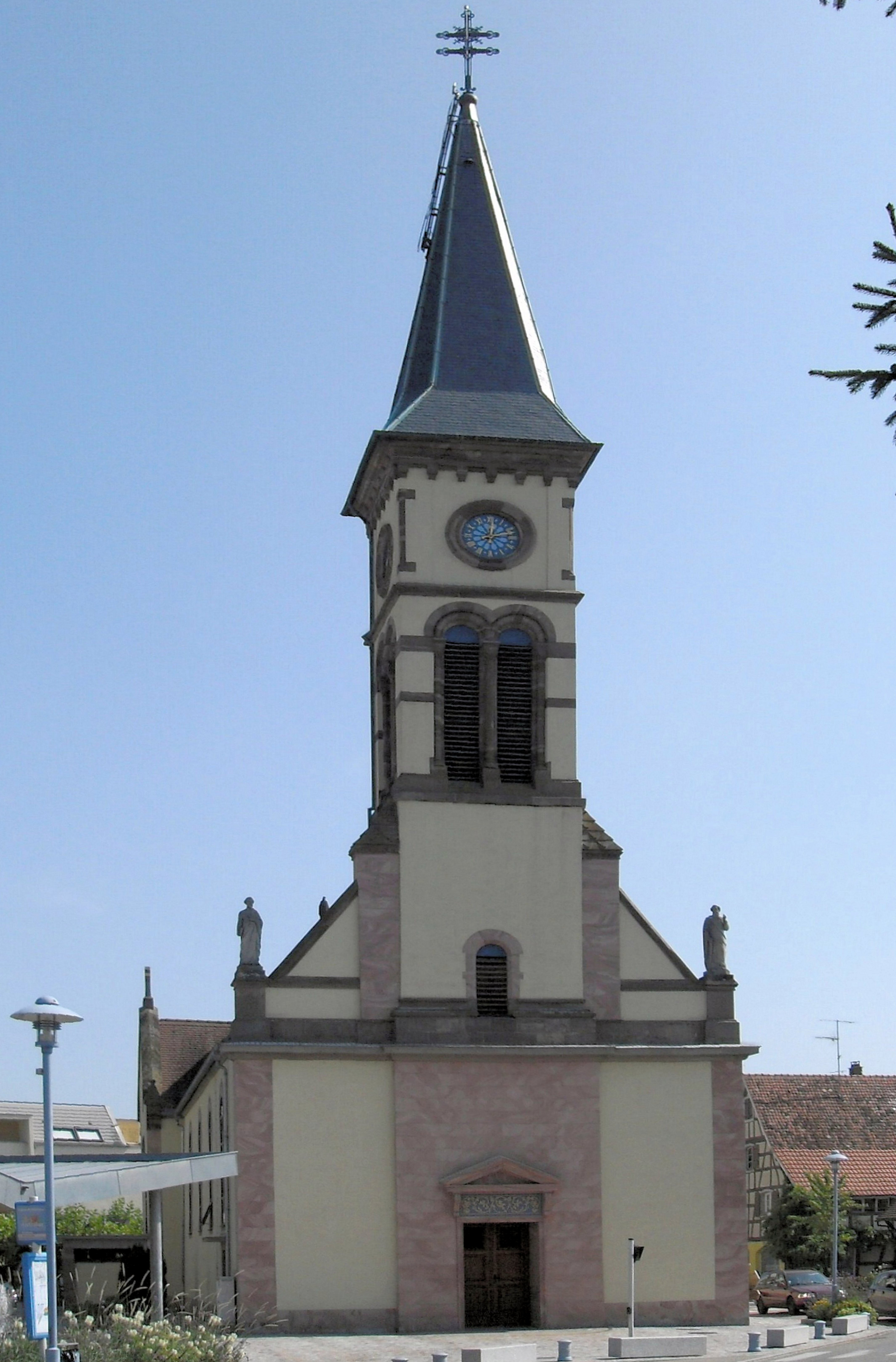
Côté ouest.

## Réseau de communication et transports
Hésingue possède plusieurs infrastructures telles qu'un aéroport, plusieurs routes départementales (la RD 105 par exemple, qui contourne la ville), des routes nationales, un réseau de bus, plusieurs kilomètres de pistes cyclables.

### Transport en commun

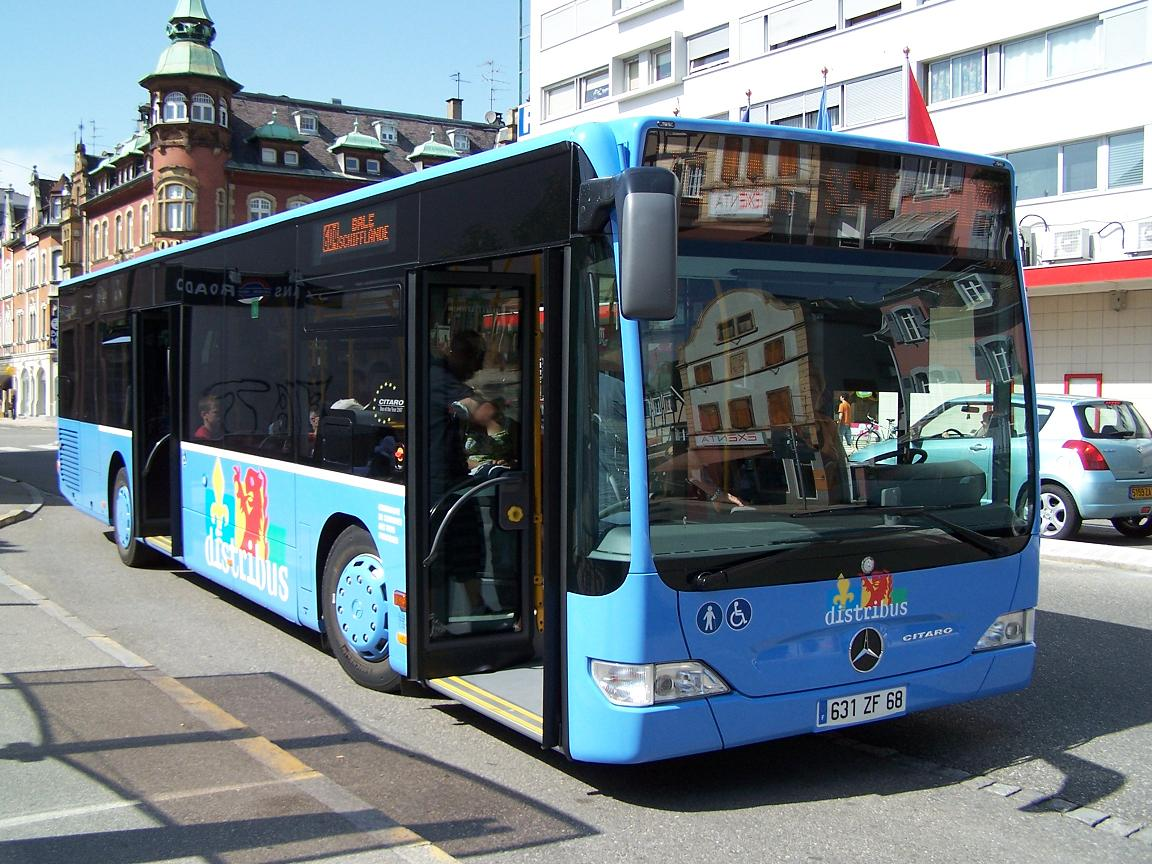
Un bus Distribus au centre-ville de Saint-Louis.

Le réseau de transport en commun urbain de la communauté d'agglomération des Trois Frontières est géré par Distribus. Il est constitué d'un réseau de sept lignes principales (Autobus urbains) et de quatre lignes d'extension (minibus). Le carrefour central de Saint-Louis est l'important centre de correspondance des différentes lignes du réseau, à partir de ce point l'ensemble des communes de la communauté est accessible. On trouve également des liaisons grandes lignes assurées par les bus Metro-Cars, un transporteur routier basé au cœur de Saint-Louis. Ce dernier propose plusieurs lignes régulières entre Saint-Louis et ses environs.

### Réseau aérien

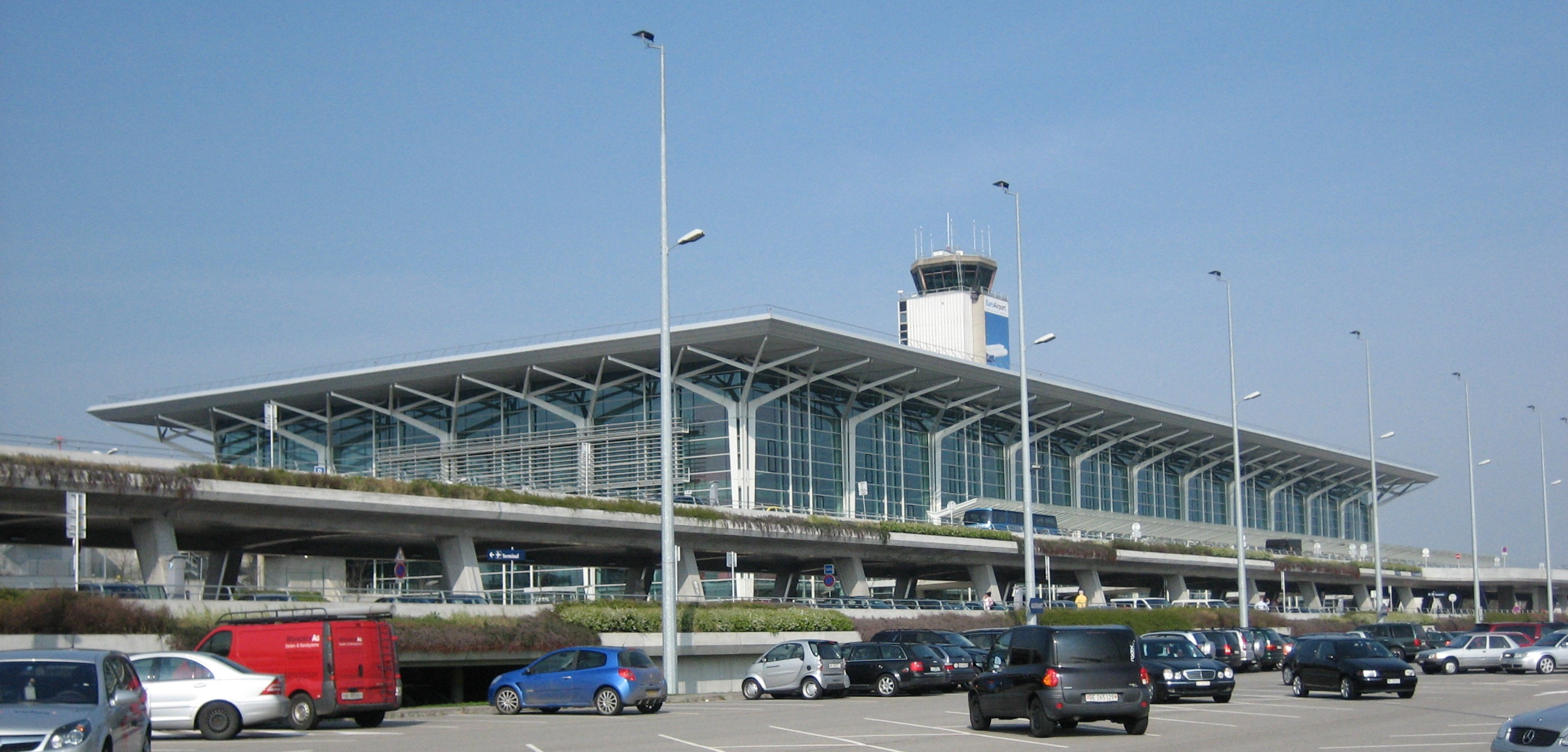
Aéroport international de Bâle-Mulhouse-Fribourg.

L'aéroport de Bâle-Mulhouse-Fribourg, situé à deux de kilomètres au nord-est de la ville, est le 5e de France par le nombre de passagers et le 2e pour le fret. Son trafic s'est considérablement accru ces dernières années, dépassant les 5,35 millions de passagers en 2012. Plus de cent destinations sont desservies, essentiellement en Europe. Une navette effectue la liaison avec la gare de Saint-Louis, en attendant la création d'une gare sur l'aéroport et l'arrivée du TGV.
Pour certains vols long-courriers, un service d'avions réguliers effectue la liaison avec l'aéroport de Zurich, qui est l'un des principaux hubs européens. La compagnie aérienne à bas prix EasyJet assure 51 % du trafic régulier, soit 44 % du trafic total à elle seule en 2006.
Depuis 2008, des sociétés suisses spécialisées dans la maintenance et l'aménagement d'aéronefs s'installent sur le ban communal, dans la partie sud de l'enceinte aéroportuaire jouxtant la zone industrielle historique de la commune.